# مجلس التدقيق الإندونيسي

شعار مجلس التدقيق الإندونيسي

مجلس التدقيق الإندونيسي (بالإندونيسية: Badan Pemeriksa Keuangan) يشار إليها أيضًا باسم مجلس التدقيق في جمهورية إندونيسيا هو هيئة حكومية عليا مسؤولة عن تقييم الإدارة والمساءلة المالية للدولة التي تقوم بها الحكومة المركزية في إندونيسيا والحكومات المحلية وبنك إندونيسيا والشركات المملوكة للدولة ومجلس الخدمة العامة والمؤسسات أو الكيانات الأخرى التي تدير الشؤون المالية للدولة.

## التاريخ
تم إنشاء الهيئة في البداية تحت اسم «مجلس الإشراف الوطني» في مجلانغ جاوة الوسطى خلال فترة الولايات المتحدة الإندونيسية في 28 ديسمبر 1946. يعمل المجلس حاليًا بموجب أحدث مراجعة للقوانين التي تحكمه والتي يرجع تاريخها إلى عام 2006. عالج المجلس بشكل متزايد القضايا البيئية، حيث كشف في عام 2014 أن نهر تشيليونج قد تلوث من قبل سبعة عشر شركة منفصلة، وقدم تقريره إلى الشرطة.
اعتبارًا من عام 2015 كان مجلس التدقيق الإندونيسي يرأس الفريق العامل التابع للمنظمة الدولية للمؤسسات العليا لمراجعة الحسابات والمعني بالتدقيق البيئي.
في عام 2016 تورط رئيس مجلس الإدارة هاري أزهر عزيز في وثائق بنما بسبب شركة فارغة مسجلة سابقًا لم يبلغ عنها. ادعى عزيز أن الشركة كانت مجرد اسم مسجل على الورق كان قد بدأها لابنته الكبرى، ثم باعها لشخص آخر بعد تعيينه رئيسًا لمجلس الإدارة في ديسمبر 2014.

## السلطة
يعد المجلس أعلى هيئة داخل الحكومة الإندونيسية من حيث المسائلة المالية للدولة وإدارتها. يتراوح عملهم من المستوى الوطني إلى المستوى المحلي، ولهم مكاتب في كل مقاطعة في إندونيسيا.